# Hedda Key-Rasmussen
Hedvig ”Hedda” Agnes Ida Key-Rasmussen, född 11 augusti 1856 i Gladhammars församling, död 8 september 1936 i Lund, var en svensk lärarinna. På hennes initiativ målade Carl Larsson de unika målningarna i trapphuset i Engelbrektsskolan, Göteborg. Hon var syster till Ellen Key och gift med Yngve Rasmussen.

## Biografi
Key föddes i Gladhammars församling i Västerviks kommun 1856. Hon var dotter till riksdagsmannen Carl Fredrik Edvin Emil Key och hans fru grevinnan Sophia Ottiliana Posse. Hon var syster till Ellen Key. 1892 gifte hon sig med arkitekten Yngve Rasmussen. De fick fem barn. Liksom systern Ellen Key var hon engagerad i skolfrågor, och skrev bland annat under 1900-talets första år under ett upprop för den "Nya skolan", som skulle främja fantasi, handarbete och självverksamhet. Hon övertygade även bland annat Pontus Fürstenberg om vikten av pryda skolornas väggar med konst, vilket skedde vid Engelbrektsskolan, den flickskola i Göteborg där Hedda Key verkade. Det blev slutligen Carl Larsson som utförde muralmålningen. Carl Larsson, Hedda och Ellen Key samt Ynge Rasmussen var nära vänner, och umgicks ofta i paret Key-Rasmussens villa i Kungsbacka.
1987 gavs hennes självbiografi Två systrar vid brasan ut.